# Castellane
Castellane er en mindre fransk kommune i departementet Alpes-de-Haute-Provence.
Med omkring 1.600 indbyggere kan Castellane bryste sig af, at være det mindst befolkede underpræfektur i Frankrig.
De indbyggere der er kaldes les Castellanais.